# Erannis tangens
Erannis tangens är en fjärilsart som beskrevs av Edward Alfred Cockayne 1942. Erannis tangens ingår i släktet Erannis och familjen mätare. Inga underarter finns listade i Catalogue of Life.